# 박천국
박천국(朴天國, 1998년 6월 2일 ~ )은 대한민국의 배우이다.

## 학력
- 인천선학초등학교
- 선학중학교
- 인천연송고등학교 (전학)
- 서울공연예술고등학교

## 출연 작품

### 드라마
| 연도 | 방송사 | 제목                         | 역할      |
| ---- | ------ | ---------------------------- | --------- |
| 2025 | HBO    | 더 라스트 오브 어스 (드라마) | Leon Park |
| 2019 | OCN    | 타인은 지옥이다              |           |
| 2015 | MBC    | 여자를 울려                  | 박호식    |
| 2015 | SBS    | 황홀한 이웃                  |           |
| 2014 | MBC    | 왔다! 장보리                 |           |
| 2013 | KBS2   | 왕가네 식구들                |           |